# CWL WZ-X
CWL WZ-X – polski samolot rozpoznawczy, skonstruowany w Centralnych Warsztatach Lotniczych (CWL) w połowie lat 20. XX wieku. Był to pierwszy zbudowany w Polsce samolot bojowy polskiej konstrukcji. Nie był produkowany seryjnie.

## Historia
Samolot został zaprojektowany przez inż. Władysława Zalewskiego, jako jego dziesiąta konstrukcja (Zalewski rozpoczął karierę projektując samoloty dla lotnictwa rosyjskiego podczas I wojny światowej). Od jego inicjałów wzięło się oznaczenie samolotu.
Prace konstrukcyjne rozpoczęły się w 1923. Budowę prototypu, oznaczonego WZ-X/I rozpoczęto w Centralnych Warsztatach Lotniczych jesienią 1925. W 1926 przeprowadzono testy statyczne drugiego egzemplarza płatowca, zbudowanego do prób naziemnych. Prototyp oblatano w sierpniu 1926 na lotnisku mokotowskim w Warszawie. Próby wykazały, że samolot stanowi całkiem udaną konstrukcję, ma dobre osiągi i własności pilotażowe. Oceniono, że WZ-X osiągami nie ustępował samolotom rozpoznawczym Breguet 19, a przewyższał Potez XXV. Miał jednak gorsze własności eksploatacyjne. Prototyp osiągnął prędkość 220 km/h.
W 1927 zbudowano trzy samoloty serii informacyjnej (oznaczone: WZ-X/II, WZ-X/III, WZ-X/IV). Prototyp i pierwsze dwa miały silniki rzędowe (w układzie W) Lorraine-Dietrich 12Eb, natomiast czwarty miał silnik gwiazdowy typu Gnome-Rhône 9A Jupiter. Dwa samoloty, w tym WZ-X/IV, wzięły w sierpniu 1928 udział w międzynarodowych zawodach – Locie Małej Ententy i Polski, z tego jeden pilotowany przez F. Żwirkę; nie ukończyły jednak zawodów (WZ-X/IV na skutek pęknięcia łoża silnika).
WZ-X nie wszedł do produkcji seryjnej, gdyż pomimo udanej konstrukcji, Polska zakupiła w tym okresie z francuskiej pożyczki dużą liczbę samolotów Breguet 19 oraz licencję na wytwarzanie samolotów Potez XXV tej samej klasy. Trzy WZ-X zostały przekazane następnie do szkół lotniczych, z czego jeden lub dwa były używane w Dęblinie aż do 1939 roku.

## Opis techniczny
CWL WZ-X był jednosilnikowym dwupłatem o konstrukcji drewnianej. Samolot miał kadłub półskorupowy, eliptyczny w przekroju, kryty sklejką. Osłona silnika była skonstruowana z blachy aluminiowej, a łoże silnika spawane z rur stalowych. Skrzydła dolne i górne były równej rozpiętości, prostokątne, dwudźwigarowe, kryte sklejką (do pierwszego dźwigara oraz baldachim) i płótnem. Baldachim oparty był na wspornikach nad kadłubem, płaty były usztywnione parą rozpórek i wykrzyżowanymi taśmami stalowymi. Samolot miał usterzenie klasyczne, stateczniki kryte sklejką, stery kryte płótnem.
Załogę stanowiły dwie osoby: pilot i obserwator. Kabiny załogi były odkryte, w układzie tandem, przednia była osłonięta wiatrochronem. Samolot miał podwozie klasyczne, stałe, z płozą ogonową, oś między kołami była oprofilowana w formie skrzydełka.
Uzbrojenie obronne stanowiły cztery karabiny maszynowe: dwa zsynchronizowane km-y pilota Vickers kal. 7,7 mm i dwa sprzężone karabiny maszynowe obserwatora Lewis kal. 7,7 mm na obrotnicy.
Napęd stanowił pojedynczy silnik tłokowy napędzający śmigło ciągnące. Trzy pierwsze samoloty miały silnik rzędowy typu Lorraine-Dietrich 12 Eb – chłodzony wodą, dwunastocylindrowy w układzie „W”, o mocy nominalnej 450 KM, mocy startowej 478 KM. Silnik chłodzony był dwoma chłodnicami Lamblina pod przednią częścią kadłuba. Czwarty samolot WZ-X/IV miał 9-cylindrowy silnik gwiazdowy Gnome-Rhône 9A Jupiter, chłodzony powietrzem, o mocy 480 KM (część źródeł podaje moc tego silnika 420 KM). Zbiornik paliwa w kadłubie. Śmigło dwułopatowe lub czterołopatowe (w WZ-X/IV).

## Dane techniczne
- wymiary:
  - długość: 8,21 m
  - rozpiętość: 11,31 m
  - wysokość: 3,07 m
  - powierzchnia skrzydeł: 33,2 m²
- masy:
  - masa własna: 1246 kg
  - masa użyteczna: 669 kg
  - masa całkowita: 1915 kg

- osiągi:
  - prędkość maksymalna: 205 km/h
  - prędkość przelotowa: 180 km/h
  - pułap praktyczny: 6325 m
  - zasięg: 800 km